# La Ballade de Calamity Jane (album de Chloé Mons, Alain Bashung et Rodolphe Burger)
Pour les articles homonymes, voir La Ballade de Calamity Jane.
Albums de Chloé Mons, Alain Bashung, Rodolphe Burger
La Tournée des grands espaces
(2004) Les 50 Plus Belles Chansons
(2007)
La Ballade de Calamity Jane est un album studio de Chloé Mons, Alain Bashung et Rodolphe Burger, paru chez Naïve Records le 17 octobre 2006.

## Historique
Cet album est le deuxième projet réunissant Alain Bashung, sa compagne Chloé Mons ainsi que le guitariste Rodolphe Burger, après le Cantique des cantiques (2002). Le texte de l’album est entièrement écrit par Chloé Mons et les musiques sont composées par elle et Rodolphe Burger, exception faite de Saddle the Wind qui est une chanson composée par Jay Livingston, écrite par Ray Evans et interprétée originellement par Julie London en 1957.
Ce projet s’inspire du personnage historique de Calamity Jane, qui joua un rôle dans la conquête de l’Ouest au XIXe siècle, et notamment de ses Lettres à sa Fille.

## Titres de l'album
| No  | Titre                    | Auteur                                    | Durée |
| --- | ------------------------ | ----------------------------------------- | ----- |
| 1.  | Introduction             |                                           | 0:38  |
| 2.  | Saddle the Wind          | Jay Livingston - Ray Evans                | 1:57  |
| 3.  | Lecture                  |                                           | 2:35  |
| 4.  | I'll See Your Eyes Again | Chloé Mons / Chloé Mons - Rodolphe Burger | 1:19  |
| 5.  | Lecture                  |                                           | 9:35  |
| 6.  | Bill and Jane            | Chloé Mons / Chloé Mons - Rodolphe Burger | 1:48  |
| 7.  | Lecture                  |                                           | 6:45  |
| 8.  | See You Later            | Chloé Mons / Chloé Mons - Rodolphe Burger | 1:23  |
| 9.  | Lecture                  |                                           | 3:54  |
| 10. | Sad and Free             | Chloé Mons / Chloé Mons - Rodolphe Burger | 2:01  |
| 11. | Lecture                  |                                           | 4:28  |
| 12. | By the River             | Chloé Mons / Chloé Mons - Rodolphe Burger | 2:38  |
| 13. | Lecture                  |                                           | 2:28  |
| 14. | Old and Queer            | Chloé Mons / Chloé Mons - Rodolphe Burger | 2:18  |
| 15. | Lecture                  |                                           | 0:56  |
| 16. | To Bill                  | Chloé Mons / Chloé Mons - Rodolphe Burger | 4:13  |

## Fiche Technique
- Idée et Conception : Chloé Mons d'après Lettres à sa fille de Calamity Jane
- Musique originale : Rodolphe Burger et Chloé Mons,
- Paroles : Chloé Mons (sauf pour "Saddle the Wind" de Jay Livingston et Ray Evans,
- Interprétation :
  - Lecture : Alain Bashung
  - Chants : Chloé Mons, Alain Bashung et Rodolphe Burger
  - Guitare : Rodolphe Burger  Harmonica : Alain Bashung
  - Percussions : Marco de Olivera
- Ingénieurs du son : Nicolas Sturmel et Marco De Olivera
- Mix : Jean-Marc Potterie
- Réalisation : Christine Diger